# Cristina de Middel
Cristina de Middel (Alicante, 1975) es una fotógrafa documental y artista española que vive y trabaja a caballo entre Brasil, México y España. Ha trabajado como fotoperiodista para diferentes periódicos españoles y ONG antes de dedicarse a un trabajo más artístico. En España ganó el Premio Nacional de Fotografía en 2017. En 2022 fue nombrada presidenta de la Agencia Magnum.
Medalla de Oro al Mérito en las Bellas Artes 2024.

## Trayectoria
Estudió fotoperiodismo y se graduó por la Universidad Autónoma de Barcelona. Es máster en fotografía por la Universidad de Oklahoma y máster en Bellas Artes por la Universidad Politécnica de Valencia. En 2012 autopublicó Afronautas, un fotolibro en el que recrea el proyecto del programa espacial de Zambia en África del Sur. El libro se agotó rápidamente y fue muy aclamado por la crítica. Con este trabajo, De Middel fue nominada en 2013 para el premio de fotografía Deutsche Börse. También en 2013 recibió el premio Infinity del Centro Internacional de Fotografía (ICP).
De Middel, según la crítica, combina sus trabajos documentales con otros personales donde cuestiona el lenguaje y la veracidad de la fotografía como documento y juega con reconstrucciones o arquetipos que difuminan la frontera entre la realidad y la ficción.
En octubre de 2017 se le concedió el Premio Nacional de Fotografía, otorgado por el Ministerio de Cultura de España, que según el jurado del certamen los trabajos de la artista replantean “los límites de la realidad del lenguaje fotográfico”.
En el año 2022, la artista fue nombrada presidenta de la Agencia Magnum; célebre cooperativa fotográfica creada por Robert Capa y Henri Cartier-Bresson.

## Ferias y exposiciones
Ha mostrado su trabajo artístico en numerosas galerías europeas y latino americanas. En el año 2016 realizó su primera exposición individual en Madrid en la galería Juana de Aizpuru, participando con dicha galería en la Feria Frieze London y París Photo.
Ha participado en ferias como, Artgenève 2018, ARCO 2017, PHotoEspaña 2016, Paris Photo 2016. En 2016 colaboró con el Centro Cultural de España en Santiago, eligiendo 8 fotógrafos de diferentes nacionalidades (Ronny García, Anna Da Sacco y Gabriela Rivera, entre otros) a los que acompañó en un taller para realizar la exposición colectiva "Si-Bilis-No".
En 2018, dentro del marco de PHotoEspaña, fue la comisaria de la exposición en el Centro Fernán Gómez con una triple propuesta expositiva, "Players by Samsung". En 2019, expuso sus obras "Preparados, listos, archivo" en el centro de arte y cultura Tabacalera, espacio expositivo del Ministerio de Cultura y Deporte en Madrid. Ese mismo año, formó parte de la tercera edición del Festival de mujeres fotógrafas de Barakaldo BAFFEST, en su sección principal bajo el lema "NosOtras" junto a Bego Antón, Bego Elisa González Miralles, Mar Sáez, Sara Merec y Teresa del Romero.

## Obras en Museos y Colecciones
Su obra se encuentra en diferentes museos y colecciones públicas y privadas, entre otros:
- Colección de la ciudad de Birmingham (Gran Bretaña)
- Colección Universidad Politécnica de Valencia (España)
- Fundación Sarthou Carreres
- Fundación Foto Colectania (España)
- Saxe-Coburg Private Collection
- Wedge Private Collection
- Banco Espíritu Santo (Portugal)
- Museo Universidad de Alicante (España)
- Work in Ibiza's city council Art Fund (España)
- Work in Alicante's city council Art Fund (España)
- La Collezione di Fotografia Europea. Reggio Emilia (Italia)

## Publicaciones
- The Afronauts. Londres: Autopublicado, 2012. Edición inglesa: ISBN 9788461585960. Tirada de 1000 copias.
- Vida Y Milagros de Paula P. Alicante, España: Museo de la Universidad de Alicante, 2009. Tirada de 500 copias. Español. Es un trabajo temprano sobre la "historia real de una falsa prostituta".
- SPBH Book Club Vol III. Londres: Self Publish, Be Happy, 2013. Tidada de 500 copias. ASIN B00D18UQ0C.
- Party: Quotations from Chairman Mao Tse-tung. Madrid: RM; Londres: Archive Of Modern Conflict, 2013. ISBN 9788415118671. Tirada de 1500 copias.
- This is What Hatred Did. México; Barcelona: RM Editorial/ Londres: Archive of Modern Conflict, 2015. ISBN 9780992941383. Con texto de Amos Tutuola, "Mi vida en la maleza de Fantasmas".

## Premios y reconocimientos
- Premio Cum laude, "Martín Chambi", Unión Latina, 2011.
- PhotoFolio Arles 2012.
- El premio el Deutsche Börse Prize.
- Infinity Award, Centro Internacional de fotografía (ICP), 2013.
- Party: Quotations from Chairman Mao Tse-tung premio PhotoEspaña Mejor libro de fotografía del año, categoría internacional, 2014.
- Premio Nacional de Fotografía de España 2017.[13][14]
- Medalla de Oro al Mérito en las Bellas Artes.[26]